# Kreeftachtigen (voeding)

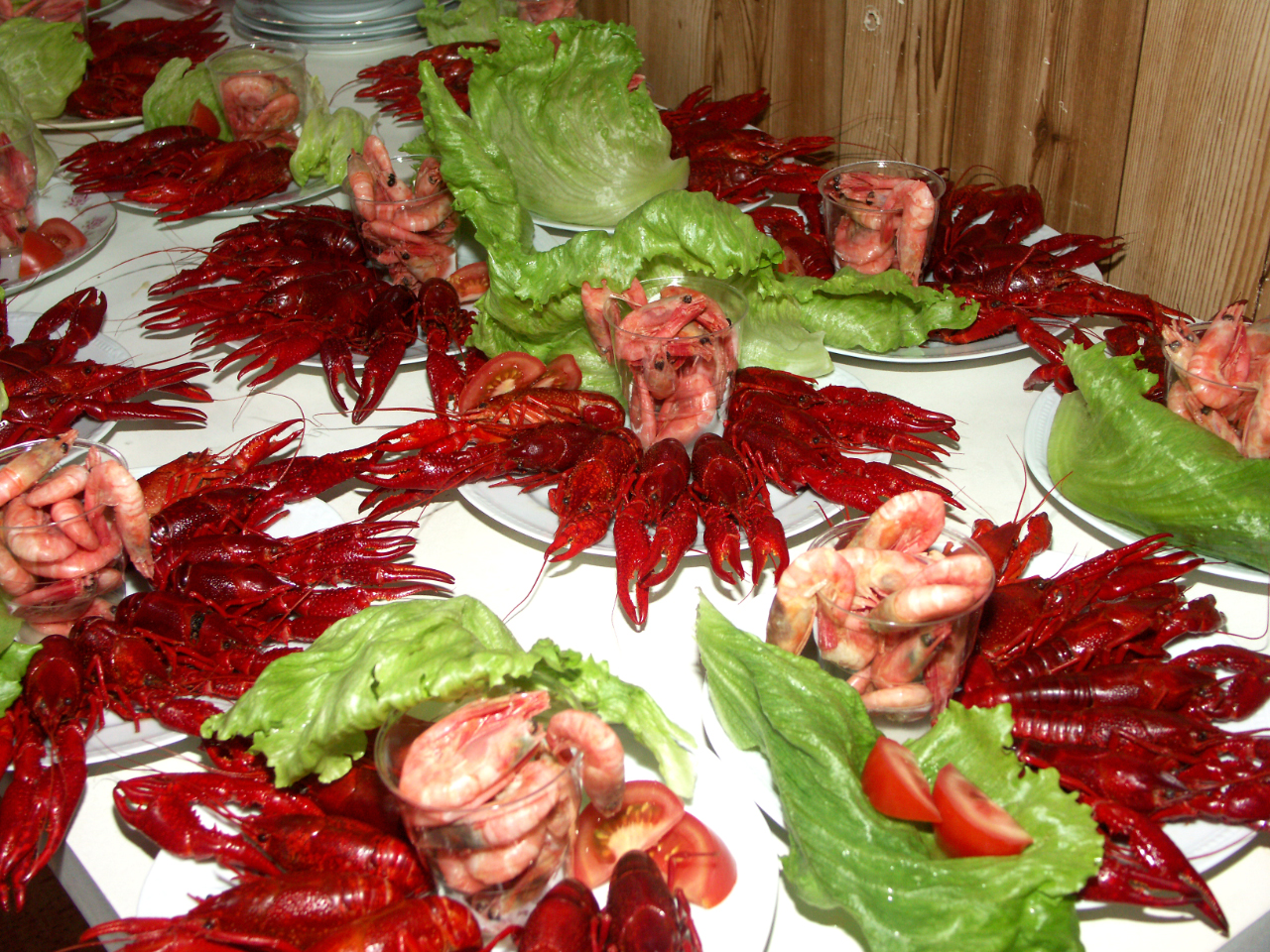
Opgediende kreeften (rood) en garnalen (roze).

Veel soorten kreeftachtigen worden gebruikt als voedsel. Ze zijn populair in talloze kustgebieden zoals landen rond de Middellandse Zee, in Zuidoost Azië en in Zuid-Amerika. Sommige soorten kreeft en krab zijn prijzige delicatesse maar voor andere kreeftachtigen zoals garnalen geldt dat minder.
De naamgeving van deze groep dieren in de voedingswereld is vaak verwarrend. Scampi en gamba hebben verschillende betekenissen en er zijn verschillende 'roze' garnalensoorten. Sommige niet-kreeften worden kreeft genoemd, sommige kleine kreeften noemt men garnaal, terwijl bepaalde soorten kreeft als krab worden aangeduid.

## Eetbare soorten kreeften, garnalen, krabben en krabachtigen
Er zijn vele kreeftachtigen die worden gegeten. Daarbij gaat het bij kreeften en krabben zeker om een tiental soorten en bij garnalen om enkele honderden soorten.

### Kreeften

#### Noorse kreeft en langoest
Een van de bekendste soorten kreeft is de Noorse kreeft of langoustine, niet te verwarren met de langoest. Deze laatste soort wordt veel groter maar heeft geen scharen, die de langoustine wel heeft. In landen rond de Middellandse Zee wordt de bereide langoustine 'scampo' genoemd (meervoud scampi).

#### Europese kreeft
De Europese kreeft kan zeker 4 kilo zwaar en meer dan een halve meter lang worden, soms veel groter. De kreeft is ook zeldzaam en daardoor gewild en duur. Met 'Oosterscheldekreeft' worden populaties van de Europese kreeft (Homarus gammarus) in de Oosterschelde bedoeld. Voordelen van deze kreeft zijn dat hij op een controleerbare en in principe duurzame manier kan worden gevangen en de vangstlocatie voor Belgen en Nederlanders om de hoek ligt.

#### Amerikaanse kreeft
De in Europa meest voor consumptie ingevoerde kreeft is de Amerikaanse kreeft (Homarus americanus). Het is de grootste kreeftensoort; met ongeveer 65 cm lengte is deze wat groter dan de Europese kreeft. Er zijn zeer grote soorten gevonden van soms 20 kg zwaar.

#### Rivierkreeften
Een aantal soorten rivierkreeften wordt geconsumeerd, maar sommige soorten zoals de Europese rivierkreeft zijn in landen als Nederland zeldzaam en beschermd en mogen niet worden gevangen, laat staan opgegeten. Verschillende soorten Amerikaanse rivierkreeft komen veel als exoot voor in Europese wateren en worden eveneens voor consumptie gebruikt.

### Garnalen

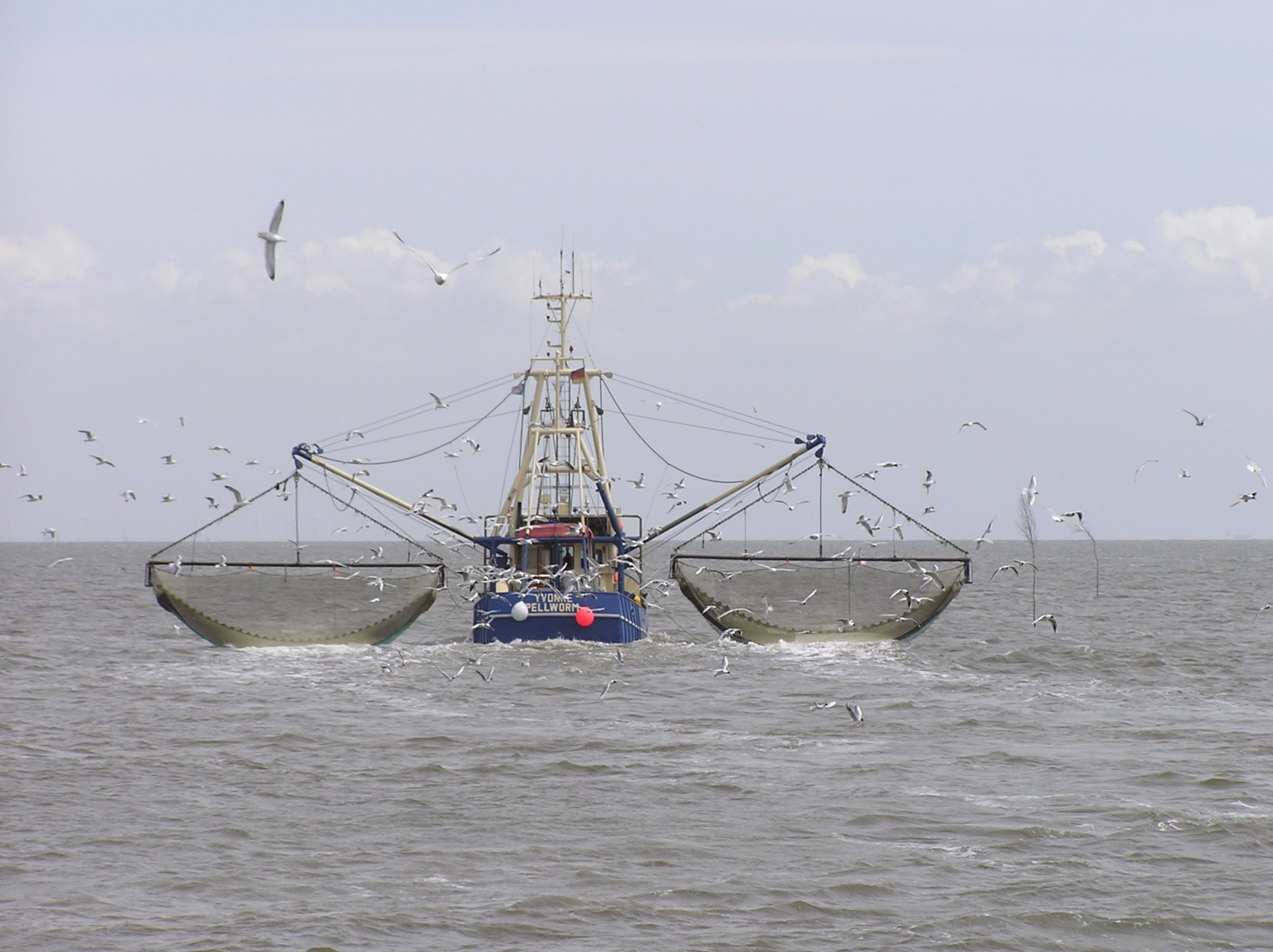
Duitse garnalenkotter tijdens de vangst

#### Gamba, Black Tiger en verwante soorten
De naamgeving van grote garnalen of garnaalachtigen is verwarrend. In Nederland en België wordt de term scampi of reuzengarnaal gebruikt voor verschillende soorten grote garnalen zoals de Black Tiger of grote tijgergarnaal (Penaeus monodon). Met kop heten deze wel gamba. Andere op de markt verkrijgbare garnalen uit deze familie zijn Litopenaeus vannamei (witpootgarnaal), Penaeus stylirostris (Pacifische blauwe garnaal), Penaeus subtilis (zuidelijke bruine garnaal) en Penaeus latisulcatus (westelijke koningsgarnaal). De soort Aristeus antennatus en verwante soorten die alle niet tot de garnalen behoren, heten ook wel gamba.

#### Grijze garnaal
De grijze garnaal of Noordzeegarnaal, ook wel Hollandse garnaal (in Nederland), komt in de Noordzee en de Waddenzee voor.

#### Noordse garnaal
De Noordse garnaal, ook wel roze garnaal (Pandalus borealis), leeft in het noorden van de Atlantische oceaan en wordt op grote schaal gevangen voor consumptie.

#### Steurgarnaal en meer
Andere geconsumeerde garnalensoorten zijn onder meer de Palaemon serratus (steurgarnaal), Xiphopenaeus kroyeri (Atlantische seabobgarnaal), Parapenaeus longirostris (roze diepzeegarnaal), Heterocarpus reedi, (Chileense nylongarnaal) en Macrobrachium rosenbergii.

### Krabben

#### Noordzeekrab
In westelijk Europa zoals België en Nederland is de Noordzeekrab (Cancer pagurus) een gewilde soort.

#### Chinese wolhandkrab
De Chinese wolhandkrab (Eriocheir sinensis) komt oorspronkelijk uit Azië maar heeft zich al bijna een eeuw in Europa gevestigd.

#### Blauwe zwemkrab
De blauwe zwemkrab (Callinectes sapidus) is van oorsprong een Amerikaanse zeekrab maar komt tegenwoordig in Nederland voor en wordt beschouwd als delicatesse.

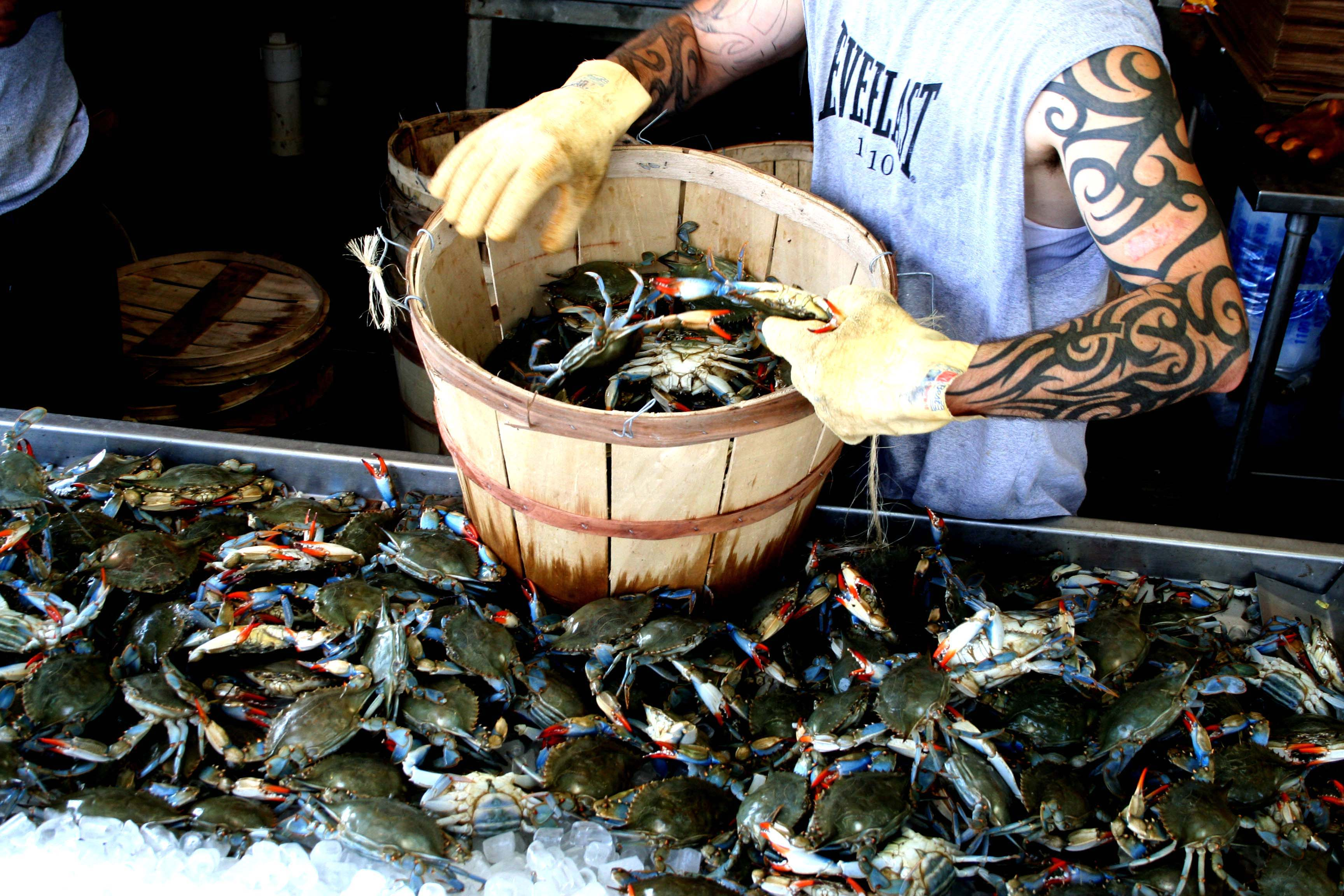
Krabben kunnen levend worden verhandeld, hier de blauwe zwemkrab

#### Sneeuwkrabben
Ook soorten uit het geslacht Chionoecetes worden gegeten, met name de soorten Chionoecetes opilio  en Chionoecetes bairdi, beide wel sneeuwkrab genoemd.

### Krabachtigen
Populaire krabachtigen, die lijken op krabben maar meer met heremietkreeften verwant zijn, zijn de rode koningskrab (Paralithodes camtschaticus) en de blauwe koningskrab (Paralithodes platypus).

## Vangst en bereiding

### Geschiedenis
Vangst en consumptie van kreeftachtigen is zo oud als de mensheid. Kreeftachtigen werden veelvuldig afgebeeld op Romeinse mozaïeken. In de Europese middeleeuwen stond de kreeft bekend als afrodisiacum, maar werd kreeft ook voorgeschreven tegen epilepsie en maagklachten.

### Vangst en bereiding krabben en krabachtigen
Krabben worden meestal gevangen met korven of fuiken. Omdat de vangst van Chinese wolhandkrabben met fuiken gepaard gaat met bijvangst, wordt naar andere methoden gezocht, zoals korven. Na de vangst verblijven ze in bassins, waarna ze levend verkocht worden. De Noordzeekrab wordt met korven gevangen, maar ook met fuiken. Deze soort wordt eveneens vaak levend verkocht.
De vangst van koningskrabben in de Beringzee staat te boek als zeer zwaar. Afgezien van de afstand die de vissers moeten afleggen en de intensiteit van de visserij, zijn de fuiken zwaar en moeilijk te hanteren in de onstuimige en ijskoude zee.
Anders dan kreeft worden krabben vaak niet levend gekookt omdat ze hun poten dan verliezen.

### Vangst en bereiding garnalen

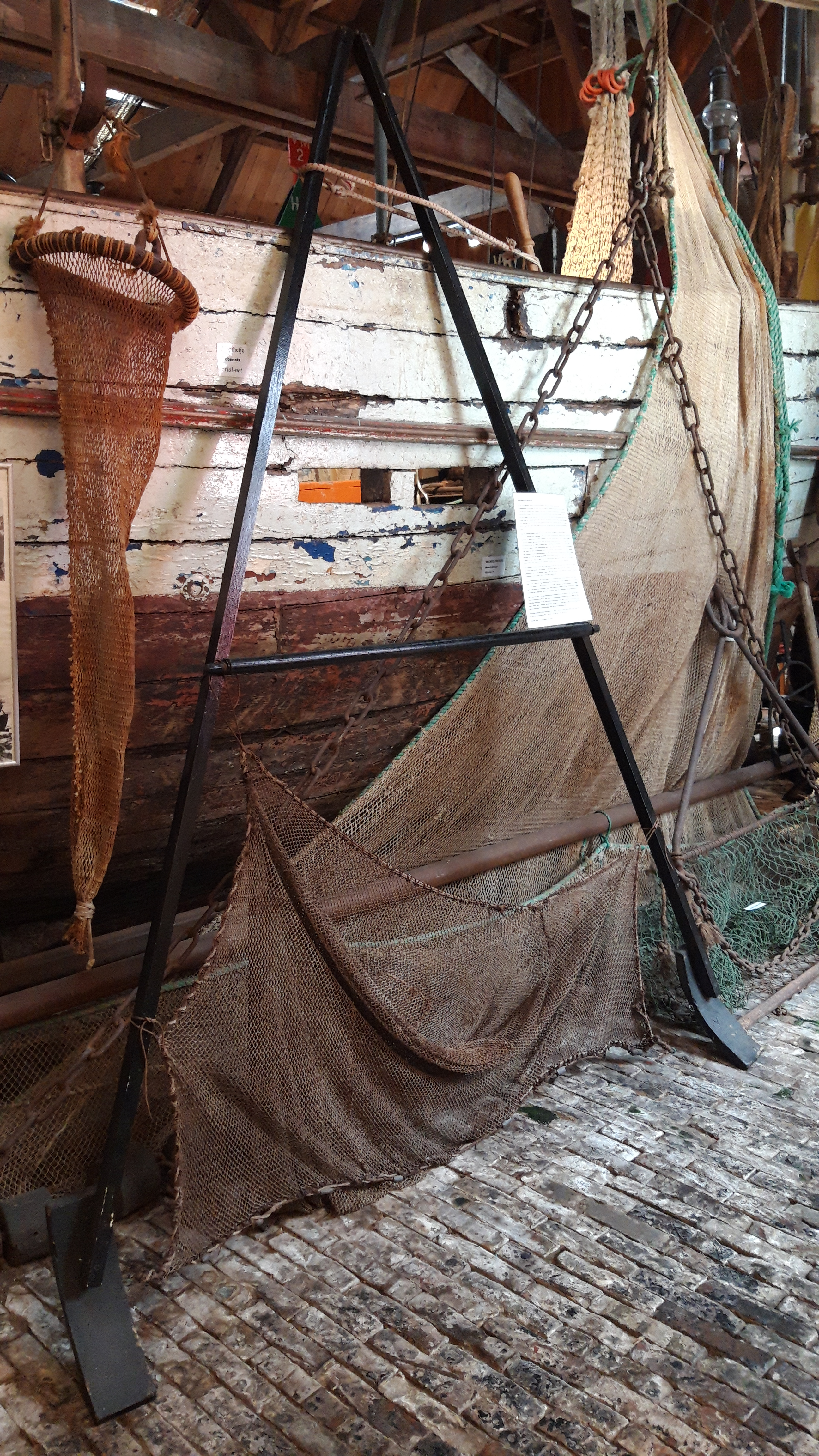
Garnalenschuifnet, in Nederland in gebruik tot ca. 1955. Visserijmuseum Zoutkamp.

Garnalen werden oorspronkelijk vanaf het strand gevangen met schepnetten of schuifnetten, bediend door mankracht of met werkhonden, tot ca. 1955.

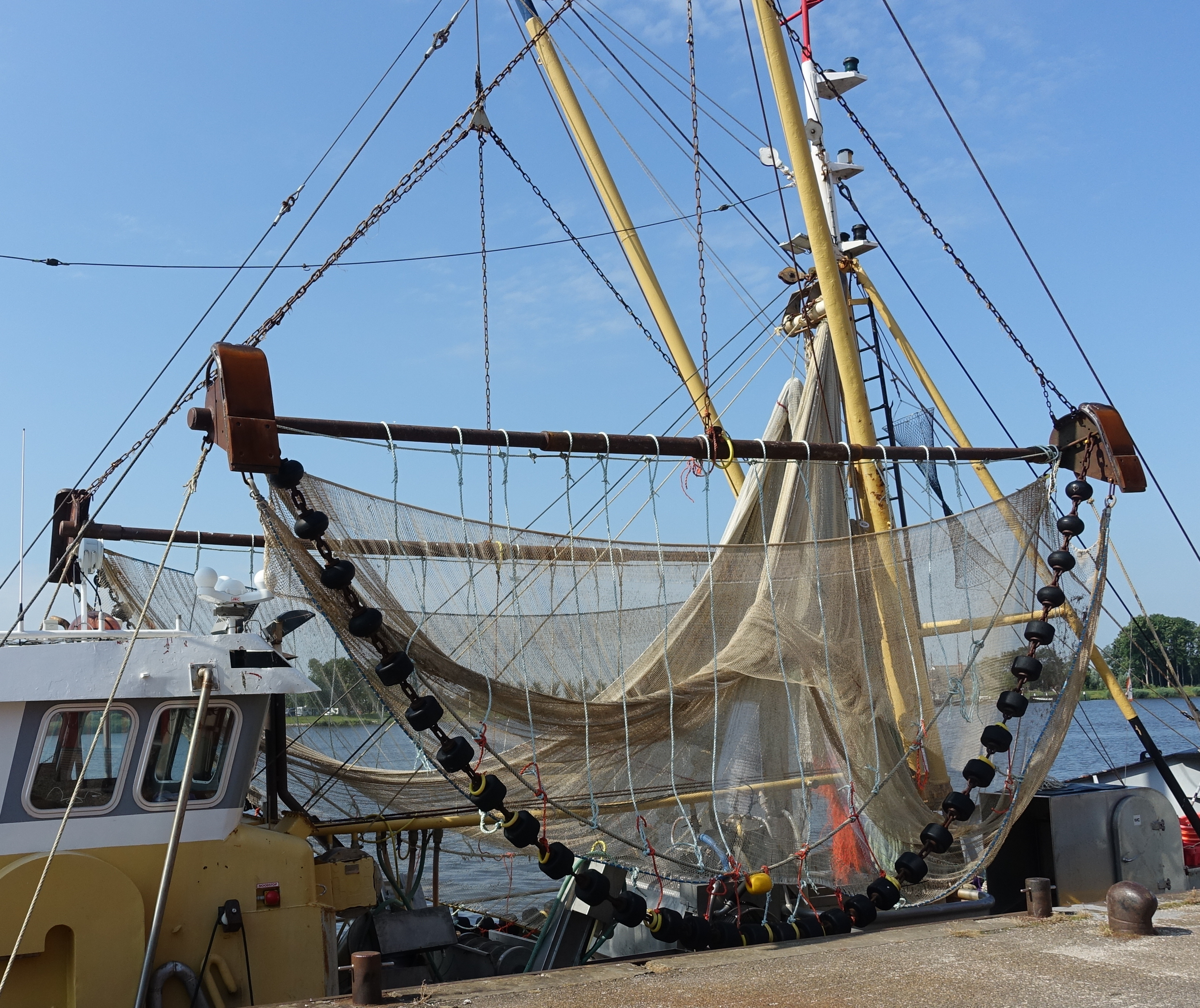
Net met boomkor voor de garnalenvangst. Zoutkamp, 2021

Noordzeegarnalen werden later op volle zee met boomkornetten gevangen die aan beide kanten van de garnalenkotter hangen. Andere vormen zijn garnalenzuigers en pulsvisserij, die sinds 2021 in de EU is verboden, net als andere vormen van elektrisch vissen. Garnalen worden aan boord van het schip gewassen en gekookt en vervolgens gekoeld. Het pellen gebeurt door de opkoper, handmatig of machinaal.

### Vangst en bereiding kreeften

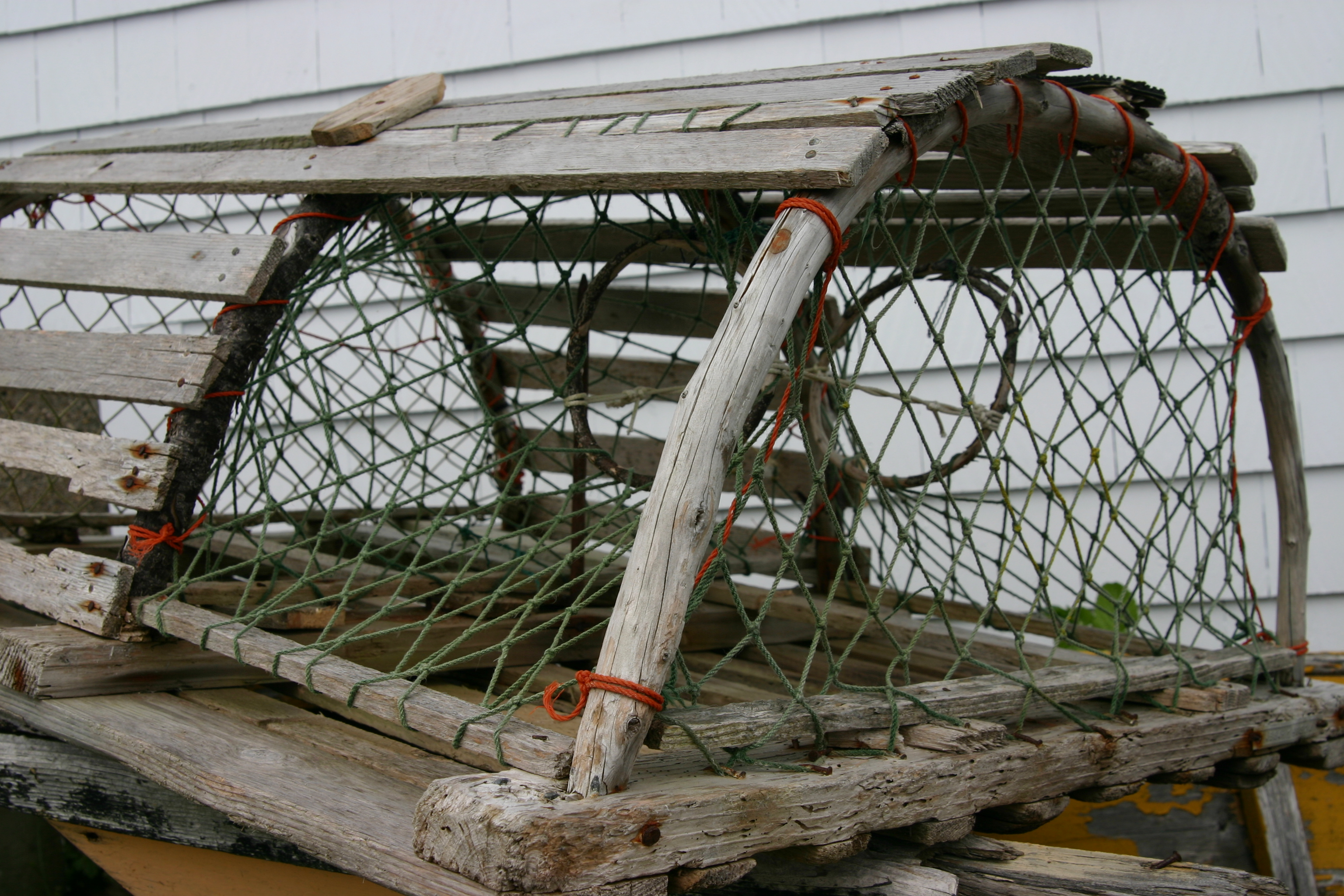
Een vangkooi voor kreeften.

De meeste kreeft wordt gevangen op zee, met vangkooien of met netten. Soms, bijvoorbeeld in Centraal-Amerika, worden ze door duikers gevangen, die steeds verder en dieper moeten duiken omdat er steeds minder kreeften zijn en daardoor de caissonziekte riskeren met soms de dood tot gevolg.
In Nederland loopt het vangstseizoen van eind maart tot 15 juli. In Caribisch Nederland loopt het vangstseizoen van 1 december tot 1 mei; in de zomermaanden leggen de kreeften hun eitjes.
Na de vangst worden kreeften in grote hoeveelheden opgeslagen in grote bassins of in homaria bij de restaurants. Deze zijn meestal transparant zodat de kreeften zichtbaar zijn, maar waardoor ze ook aan licht blootgesteld zijn. Een nieuwe ontwikkeling voor het levend bewaren van kreeft is de lobsterbox. In deze kunststof container kunnen de kreeften veel langer in leven blijven. De kreeft die men wil eten kan in sommige restaurants zelf worden uitgekozen.
Een in een restaurant aangeboden levende kreeft zit vaak langere tijd in een aquarium zonder voedsel, om te voorkomen dat de uitwerpselen het water vervuilen. De scharen van de kreeft worden samengebonden om verwondingen aan soortgenoten of de kok te voorkomen.
De bereiding is niet onomstreden omdat de kreeft meestal levend wordt gekookt. Soms wordt de kreeft geëlektrocuteerd voor het koken (zie CrustaStun). Een onderzoek uit 2013 wees uit dat krabben en kreeften pijn ervaren wanneer zij levend worden gekookt.
Daar het levend koken van een kreeft door velen als erg inhumaan wordt beschouwd, is hiertegen steeds meer protest ontstaan.
Zwitserland was in 2018 het eerste land dat het levend koken van een kreeft in de ban deed.
Kort daarna werd het ook in Noorwegen, Oostenrijk, Nieuw-Zeeland, bepaalde delen van Australië en een aantal steden in Duitsland en Italië verboden.
In 2021 volgde het Verenigd Koninkrijk na zo'n 300 studies die aantoonden dat schaal- en weekdieren pijn ervaren. Ook de Nederlandse regering gaf na deze publicatie aan het levend koken van krabben en kreeften te willen verbieden.
Als de kreeft in kokend water wordt gebracht is het mogelijk dat deze gillende geluiden produceert. Dit is echter lucht die door de hitte uitzet en ontsnapt uit het pantser, en heeft dus niets met schreeuwen te maken. Een ander misverstand is dat kreeften rood zijn; vrijwel alle soorten zijn bruin of groen tot blauwachtig of zwart. Een kreeft krijgt pas na het koken de rode kleur. Dit komt doordat door het koken het rode pigment astaxanthine vrijkomt. Dit pigment wordt ook verwerkt in visvoer, omdat het de vis een 'gezonde' (kunstmatige) rode kleur geeft. Aan het feit dat een kreeft rood is na het koken, is de uitdrukking zo rood als een kreeft te danken.
Kreeft wordt vrijwel altijd gekookt, ook als men het vlees later op een andere manier wil bereiden.  Kreeften worden, meestal nadat ze gekookt zijn, ook gegrild, gebakken, gefrituurd of gestoomd. De kooktijd hangt sterk af van het gewicht van de kreeft; ongeveer een derde van het totale gewicht is eetbaar. Kreeft wordt direct en ongepeld uit de kookpan geserveerd. Kreeftensoep en kreeftensalade zijn bekende gerechten.

### Houdbaarheid en gezondheid
Kreeften en sommige krabben zijn na het vangen een tijd in leven te houden, maar bederven zodra ze dood zijn zeer snel. Ze worden daarom na de vangst direct sterk gekoeld om ze te conserveren. De grijze garnaal verdwijnt onmiddellijk na de vangst in de kookpan aan boord van de garnalenvisser en zal daardoor in Nederland zelden rauw te verkrijgen zijn. Jaarlijks worden ook in Belgische vissershavens slechts enkele tientallen kilo's Noordzeegarnalen levend aangevoerd.
Alle schaaldieren zijn door de vele eiwitten in het vlees en de waterige ingewanden zeer gevoelig voor bederf. Garnalen gelden als beruchte veroorzakers van voedselvergiftiging, waardoor vaak veel (eveneens ongezonde) conserveringsmiddelen worden gebruikt. Voordelen zijn er ook; eetbare schaaldieren worden door het ontbreken van koolhydraten en schadelijke vetten en het hoge eiwitgehalte als gezond beschouwd. Schaaldieren of kreeftachtigen zijn doorgaans rijk aan B-vitaminen en verschillende mineralen. Mensen met een allergie voor schaaldieren kunnen deze beter niet eten omdat dit een allergische reactie, of zelfs een anafylactische shock kan opwekken. Als kreeft, maar vooral garnalen, niet strikt hygiënisch worden behandeld, getransporteerd óf bereid, kunnen onder andere bacteriën als Salmonella en E. coli leiden tot ernstige voedselvergiftiging. Bij garnalen speelt mee dat ze soms algen bij zich kunnen dragen die giftige toxines produceren.

## Afbeeldingen

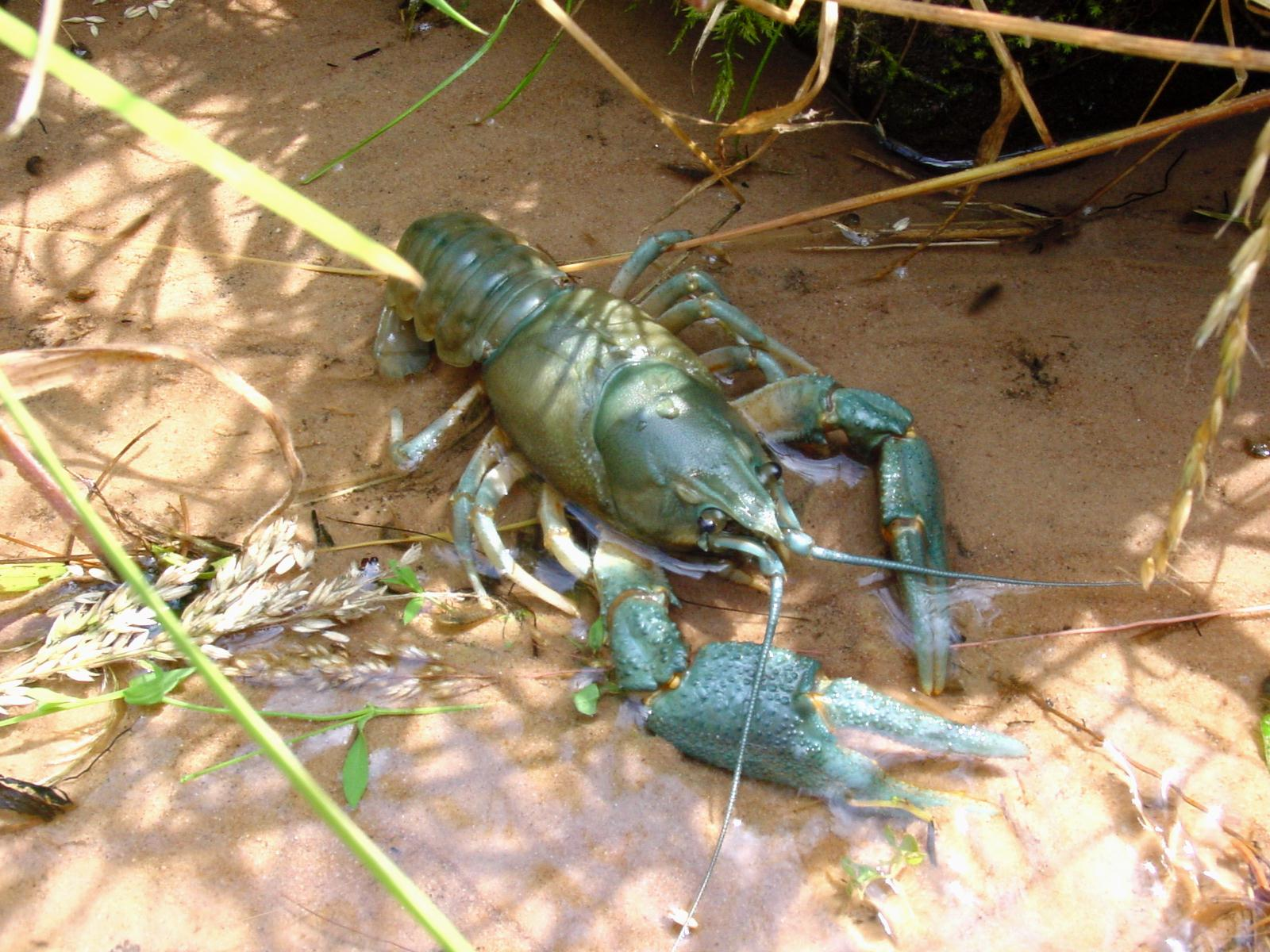
Rivierkreeft
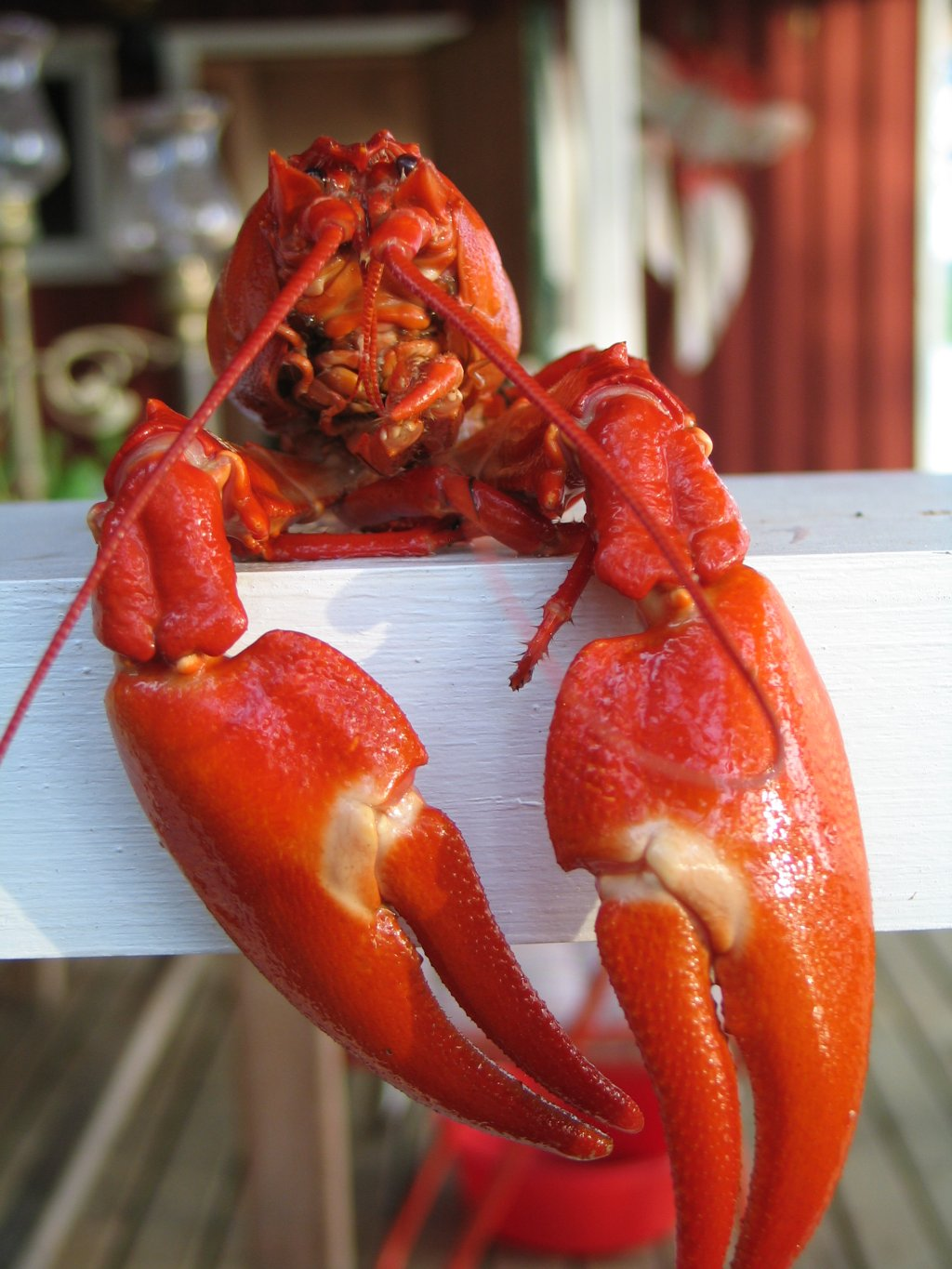
Gekookte kreeft
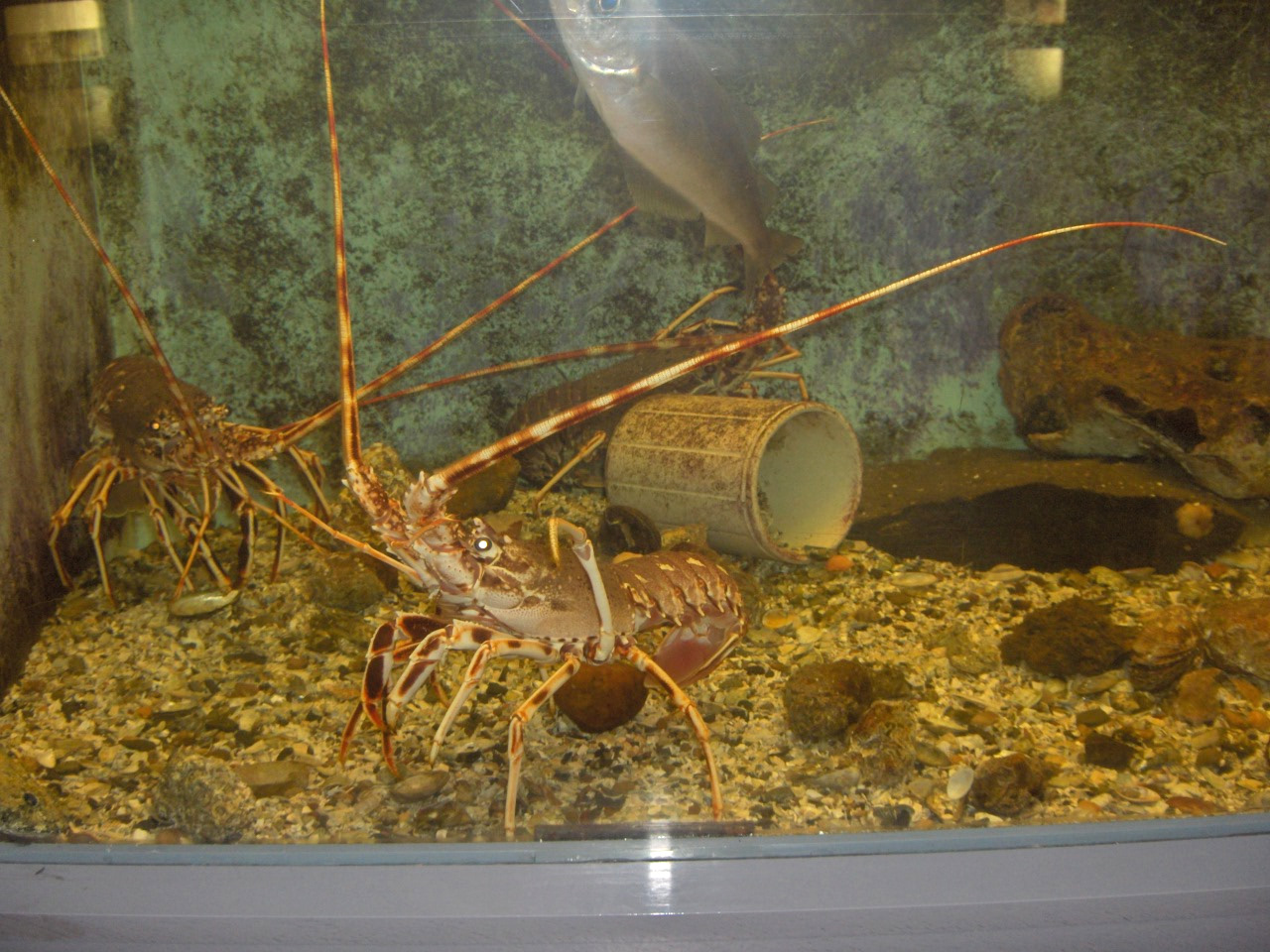
Langoest
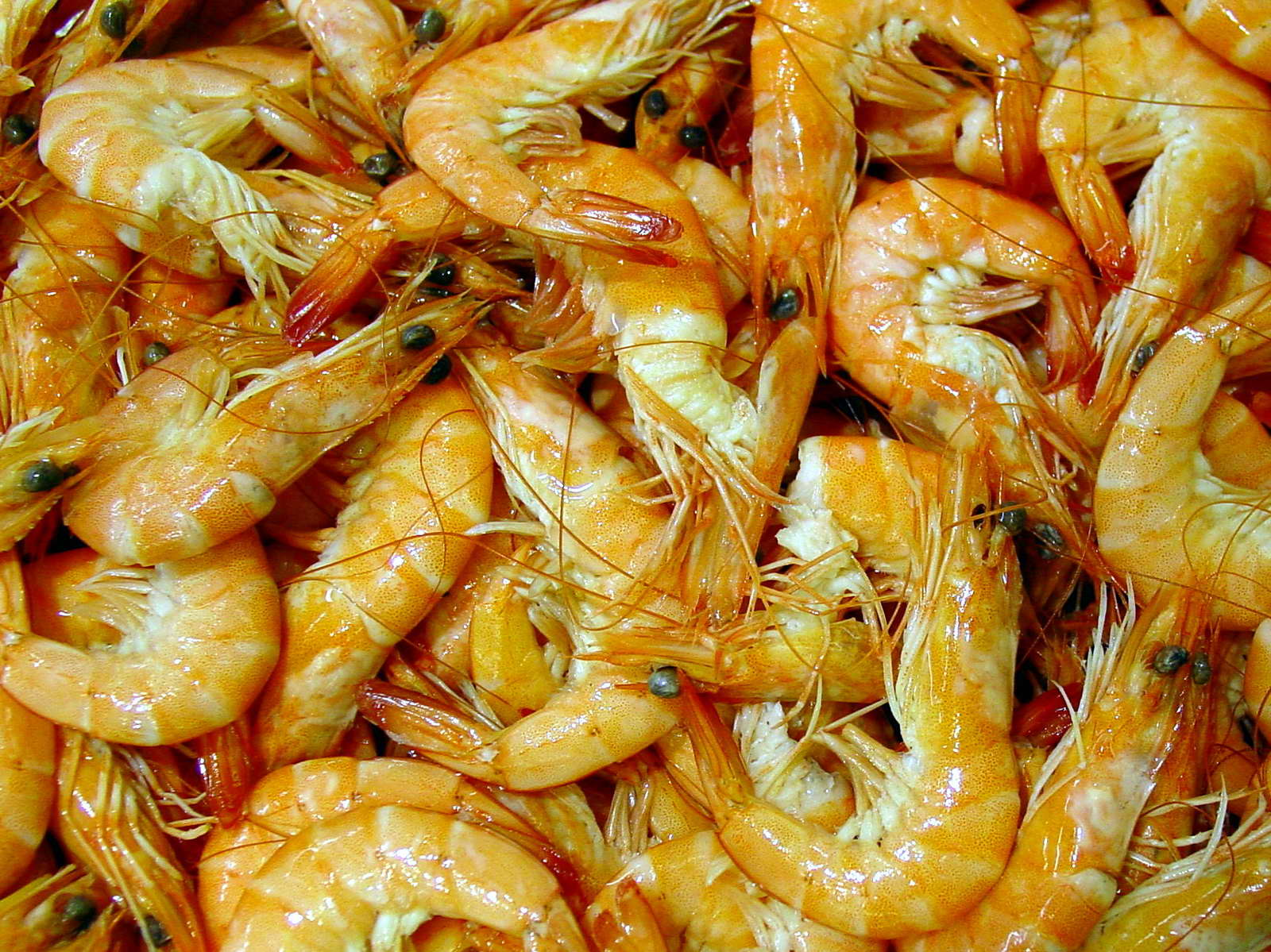
Ongepelde gamba's